# Kwestionariusz osobowości NEO-FFI
Kwestionariusz osobowości NEO-FFI (NEO-FFI) – kwestionariusz osobowości skonstruowany w celu badania osobowości pośród ludzi dorosłych bez zaburzeń klinicznych. Mierzy on czynniki pięciostopniowego modelu osobowości. Kwestionariusz jest skróconą formą kwestionariusza NEO-PI i obejmuje pięć głównych wymiarów:
- neurotyczność (neuroticism),
- ekstrawersja (extraversion),
- otwartość na doświadczenia (openess),
- ugodowość (agreeableness),
- sumienność (conscientiousness).